# オタワ郡 (オクラホマ州)
オタワ郡 (Ottawa County) はアメリカ合衆国オクラホマ州に位置する郡である。2000年現在、人口は33,194人である。ここの郡庁所在地はマイアミである。

## 地理
アメリカ合衆国統計局によると、この郡は総面積1,255 km2 (485 mi2) である。このうち1,221 km2 (471 mi2) が陸地で35 km2 (13 mi2) が水地域である。総面積の2.77%が水地域となっている。

### 隣接する郡
- カンザス州チェロキー郡  (北)
- ミズーリ州ニュートン郡  (東)
- ミズーリ州マクドナルド郡  (南東)
- デラウェア郡  (南)
- クレイグ郡  (西)

## 人口動勢
2000年現在の国勢調査で、この郡は人口33,194人、12,984世帯、及び9,114家族が暮らしている。人口密度は27/km2 (70/mi2) である。12/km2 (32/mi2) の平均的な密度に14,842軒の住宅が建っている。この郡の人種的な構成は白人74.15%、アフリカン・アメリカン0.58%、先住民16.53%、アジア0.19%、太平洋諸島系0.14%、その他の人種1.54%、及び混血6.78%である。ここの人口の3.20%はヒスパニックまたはラテン系である。
この郡内の住民は25.70%が18歳未満の未成年、18歳以上24歳以下が9.70%、25歳以上44歳以下が24.80%、45歳以上64歳以下が22.90%、及び65歳以上が16.90%にわたっている。中央値年齢は37歳である。女性100人ごとに対して男性は94.30人である。18歳以上の女性100人ごとに対して男性は90.10人である。
この郡内の世帯ごとの平均的な収入は27,507米ドルであり、家族ごとの平均的な収入は32,368米ドルである。男性は25,725米ドルに対して女性は18,879米ドルの平均的な収入がある。この郡の一人当たりの収入 (per capita income) は14,478米ドルである。人口の16.60%及び家族の13.00%は貧困線以下である。全人口のうち18歳未満の23.80%及び65歳以上の12.20%は貧困線以下の生活を送っている。

## 都市および町
| - Afton - Cardin - コマース | - Dotyville - フェアランド - マイアミ | - Narcissa - ノースマイアミ - ピオリア | - ピチャー - Quapaw - Wyandotte |

## NRHP 遺跡
オタワ郡内の以下の遺跡はアメリカ合衆国国家歴史登録財の名簿に記載されている：
| - Cities Service Station、Afton - Coleman Theatre、マイアミ - George L. Coleman Sr., House、マイアミ - Commerce Building/Hancock Building、マイアミ - Horse Creek Bridge、Afton - John Patrick McNaughton Barn、Quapaw - Miami Marathon Oil Company Service Station、マイアミ - Miami Original Nine-Foot Section of Route 66 Roadbed、マイアミ | - Modoc Mission Church and Cemetery、マイアミ - Narcissa D-X Gas Station、マイアミ - Ottawa County Courthouse、マイアミ - Peoria Indian School、マイアミ - Peoria Tribal Cemeter、マイアミ - Riviera Courts--Motel、マイアミ - Tri-State Zinc and Lead Ore Producers Association Office、Picher |

1. ↑   Find a County, National Association of Counties 2011年6月7日閲覧。
2. ↑   American FactFinder, United States Census Bureau 2008年1月31日閲覧。